# Вьюшино
Вьюшино — деревня в Вашкинском районе Вологодской области.
Входит в состав Роксомского сельского поселения, с точки зрения административно-территориального деления — в Роксомский сельсовет.
Расстояние по автодороге до районного центра Липина Бора — 23 км, до центра муниципального образования деревни Парфеново — 3 км. Ближайшие населённые пункты — Ильинское, Колосово, Мыс.
По переписи 2002 года население — 2 человека.